# Collège Sainte-Croix (Montréal)
Pour les articles homonymes, voir Collège Sainte-Croix.
Le Collège Sainte-Croix, devenu le 14 septembre 1967 le Collège de Maisonneuve, est une maison d'enseignement collégial de Montréal.

## Débuts
Le Collège Sainte-Croix, c'est d'abord l'Externat classique Sainte-Croix fondé à Montréal en 1929 par les pères de Sainte-Croix, une congrégation enseignante créée par le père Basile Moreau au Mans en France en 1837. Le nom conféré à la corporation « L'Externat classique Sainte-Croix » par une loi de l'Assemblée législative du Québec du 15 mars 1933 est changé en celui de « Collège Sainte-Croix » le 4 janvier 1957 par un amendement à la loi 87.  

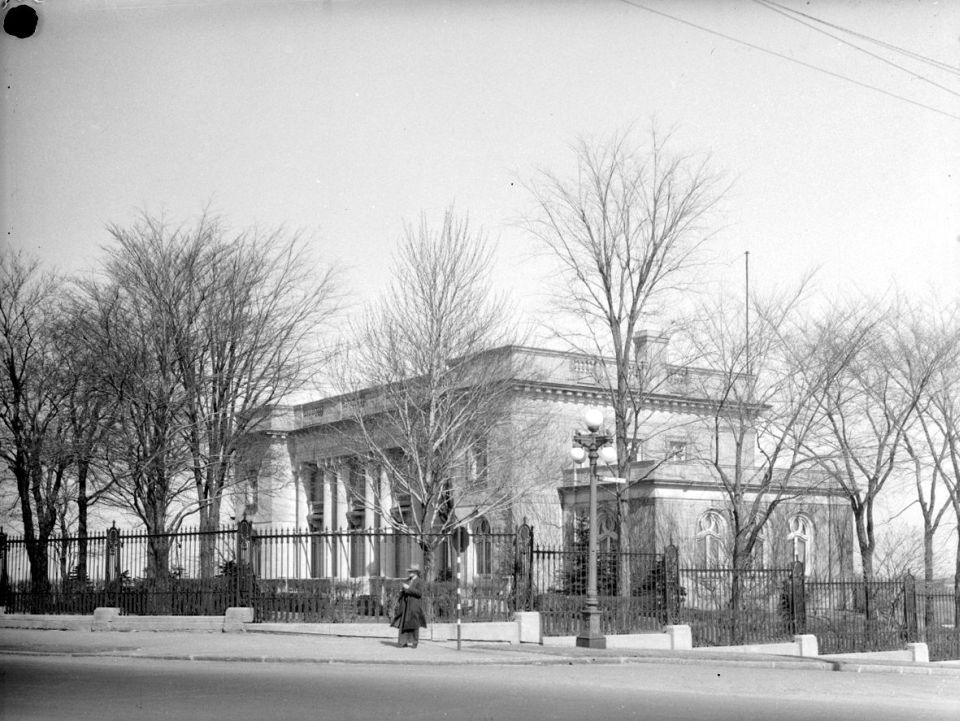
Le Château Dufresne, 24 mars 1946, Pavillon Dufresne du Collège Sainte-Croix

 Répondant au vœu de Monseigneur Georges Gauthier qui souhaitait « fonder un externat classique dans la partie est de Montréal », le père Albert Cousineau, c.s.c., alors supérieur du Collège de Saint-Laurent, confie cette mission au père Hervé Morin, c.s.c., que les étudiants appelaient « le bon père Morin », et qui avait été pendant huit ans professeur et préfet des études au Collège de Saint-Laurent,.
L'objectif des fondateurs était de donner aux jeunes des quartiers modestes et défavorisés de l'est de Montréal, l'accès à une formation de qualité. On a préféré l'encadrement d'un externat plutôt que celui d'un pensionnat, qui était à cette époque le modèle des collèges classiques au Québec, mais aussi plus onéreux pour les parents.
Le 29 juillet 1929, avec deux collaborateurs, le père Hervé Morin s'installe dans une ancienne résidence des Frères des Écoles chrétiennes, sise au 2352 rue Létourneux. Il accueille, comme prévu, le 6 septembre 1929, ses 29 étudiants. Le premier élève inscrit est Bernard Dupire, fils de Louis Dupire, journaliste au Devoir,.

## 1934: construction du pavillon Morin

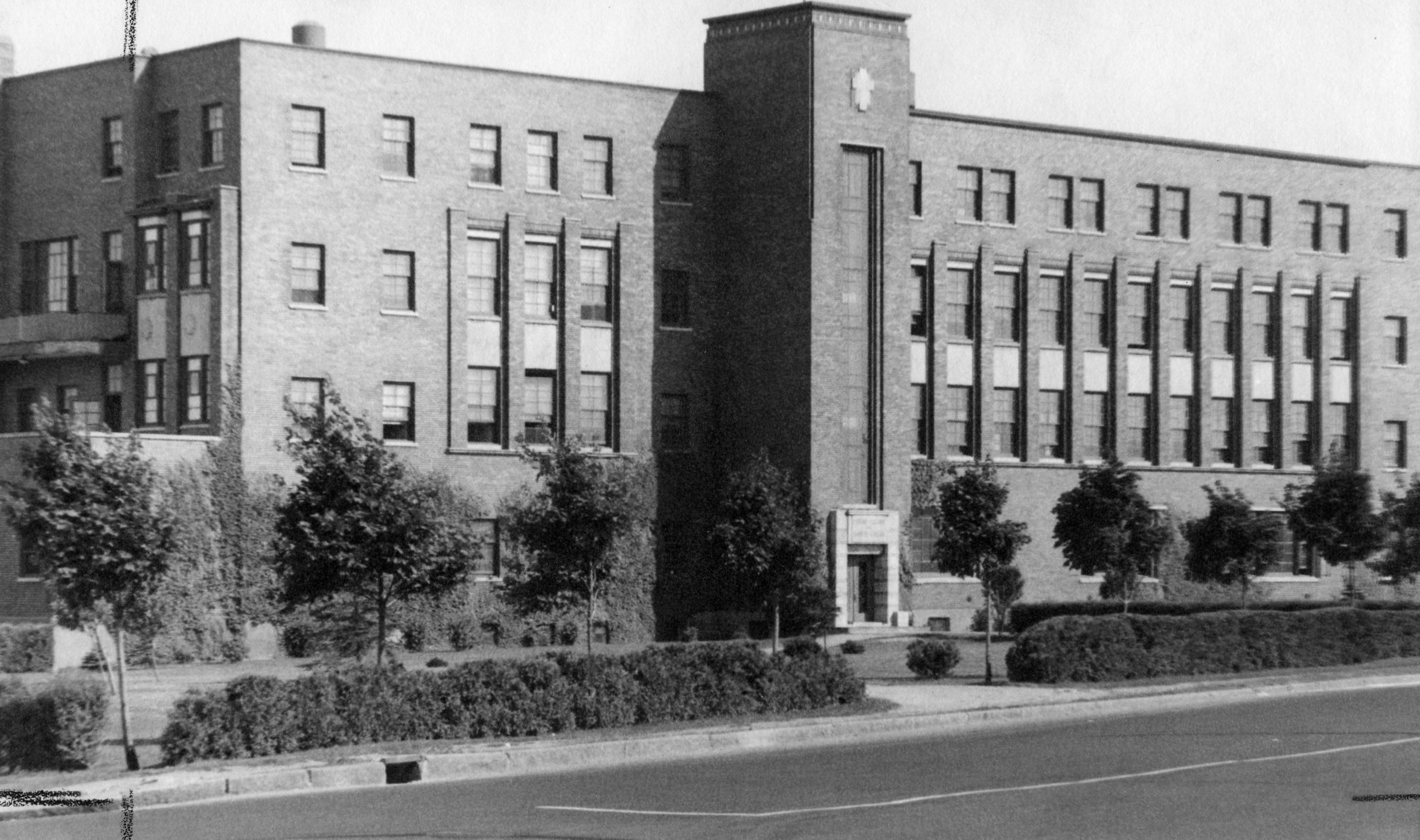
Le pavillon Morin, construit en 1934, abritait l'Externat classique Saint-Croix, devenu Collège Sainte-Croix en 1957. L'immeuble fait aujourd'hui partie du Collège de Maisonneuve sous le nom de pavillon A.

En 1934, pour répondre à l'accroissement de la clientèle, on entreprend la construction d'un immeuble plus considérable, situé au 3820 est, rue Sherbrooke, qui permet de résoudre le manque d'espace vital que réclament les 200 étudiants.
En 1938, deux anciens étudiants, Henri Lavoie et Clément Montgrain, ainsi que le père Amédée Bourgeois, c.s.c., fondent Le Trait d'Union, qui deviendra plus tard le plus vieux journal étudiant francophone d'Amérique du Nord encore publié.
De 1945 à 1948, le nombre d'étudiants passe de 325 à 505, et c'est dans ce contexte de croissance que les Pères de Sainte-Croix acquièrent le Château Dufresne, angle Sherbrooke et Pie-IX, en biais avec le Jardin botanique de Montréal, une résidence prestigieuse et monumentale contenant une quarantaine de pièces, construite entre 1915 et 1918 par Marius Dufresne, membre d'une riche et influente famille de l'ancienne Cité de Maisonneuve,,. Le château est alors réaménagé pour recevoir environ 150 étudiants, ceux des classes de Philo I et II, de Rhétorique et de Belles-Lettres. Il est baptisé pavillon Dufresne, tandis que l'établissement principal construit en 1934 prend le nom de pavillon Morin.
En 1950, Claude Tessier et Fernand Roussel, deux étudiants cinéphiles, créent le Ciné-Club Robert-Flaherty, accessible aux étudiants de Belles-lettres à Philosophie II. Coût annuel du membership : 10 $. Les films les plus marquants des débuts : Le Voleur de bicyclette, Le Troisième Homme, Les Grandes Espérances, María Candelaria, Qu'elle était verte ma vallée, Dieu a besoin des hommes. Les projections ont lieu à l'auditorium du Jardin botanique, le samedi soir,.

## Le baby boom

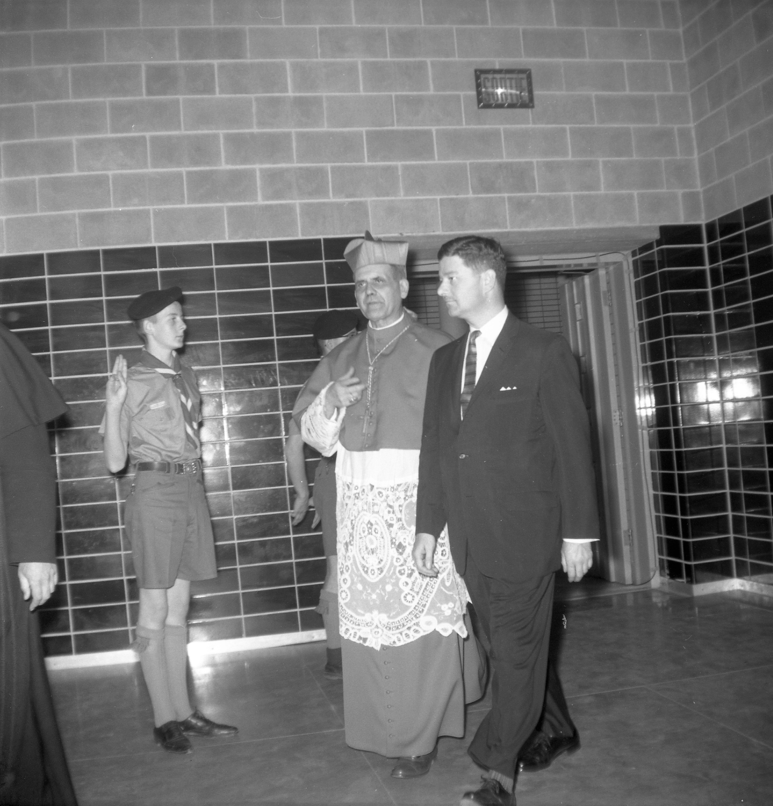
Le cardinal Paul-Émile Léger, archevêque de Montréal, et Paul Gérin-Lajoie, ministre de la Jeunesse du Québec. Inauguration du 19 mai 1962.

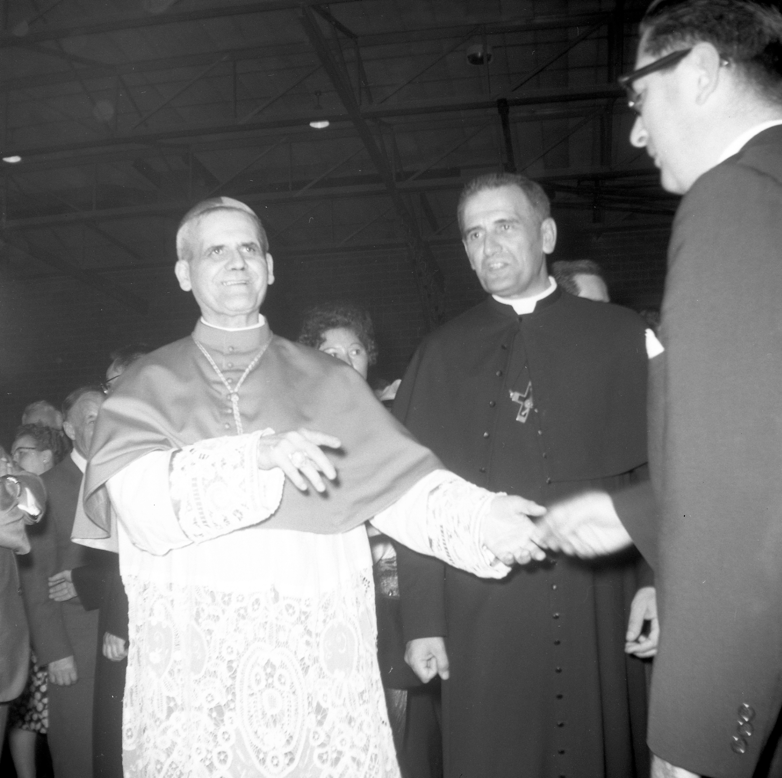
Le cardinal Paul-Émile Léger, archevêque de Montréal, et le R. P. Maurice Lafond, c.s.c., supérieur du Collège Sainte-Croix. lnauguration du 19 mai 1962. (La personne de profil à la droite de la photo ne peut pas être identifiée).

En 1958, c'est l’arrivée des baby-boomers et les pavillons Dufresne et Morin débordent. Sous la direction du père Maurice Lafond, c.s.c., alors supérieur du Collège, les pères de Sainte-Croix entreprennent, cette même année, la construction d'une rallonge majeure du pavillon Morin, au coût de 2,2 millions$, dotée cette fois d'équipements des plus modernes à l'époque, dont un gymnase, une chapelle, des classes amphithéâtres, des laboratoires, une bibliothèque et un auditorium avec cabine de projection 16 et 35 mm. Pour réaliser cette construction d'envergure, les religieux cèdent le Château Dufresne à la Ville de Montréal en échange de terrains municipaux adjacents au pavillon Morin, dont l'ancienne rue Valois. 
En septembre 1961, c'est la rentrée de 600 étudiants dans le collège agrandi.
La nouvelle construction, trois fois plus grande que le pavillon Morin et comportant deux ailes majeures, est officiellement inaugurée le 19 mai 1962 en présence de plusieurs dignitaires politiques et religieux, des professeurs, des parents, des étudiants et de citoyens du quartier. Parmi les dignitaires, on note le cardinal Paul-Émile Léger, archevêque de Montréal, Paul Gérin-Lajoie, alors ministre de la Jeunesse du Québec, et le R.P. Maurice Lafond, c.s.c., supérieur du Collège Sainte-Croix (1955-1962).
- « Il est vrai que les cadres extérieurs conditionnent pour une large part les activités et l'esprit d'une maison d'éducation. Mais tout n'est pas là. Ce qui fait la continuité d'un collège repose davantage sur une filiation spirituelle qui, nous l'espérons, y gagnera avec ces nouveaux locaux. » (Extrait de l'introduction Nova et Vetera de l'Album-souvenir, p. 1)[17].

Dans l'allocution qu'il prononce à l'inauguration, le ministre Paul Gérin-Lajoie fait l'éloge des institutions classiques privées, affirmant qu'on ne pourra jamais mettre en doute le caractère essentiel et l'importance de ces mêmes institutions. Les colèges classiques sont en mesure de devenir de grandes institutions, du fait qu'elles peuvent communiquer ce qu'elles ont de particulier, de caractéristique, rapporte le journaliste du Devoir. Deux ans plus tard, Paul Gérin-Lajoie devient ministre de l'Éducation dans le gouvernement Lesage et préside à une réforme complète du système d'éducation au Québec, fondée sur le Rapport Parent, dont les premières victimes sont les collèges classiques,

## Rénover sans nous détruire
« Quand, au Canada français, nous pensons à nous rénover, ne commençons pas par nous détruire nous-mêmes en refusant tout ce que nous avons été. » Tels sont les premiers mots que prononce le cardinal Paul-Émile Léger dans son allocution lors de la cérémonie du dévoilement d'un buste en l'honneur du fondateur du Collège Sainte-Croix, le R.P. Hervé Morin, c.s.c., dans le cadre de l'inauguration de nouvelles ailes de la maison d'enseignement de l'est de Montréal, le 19 mai 1962,.

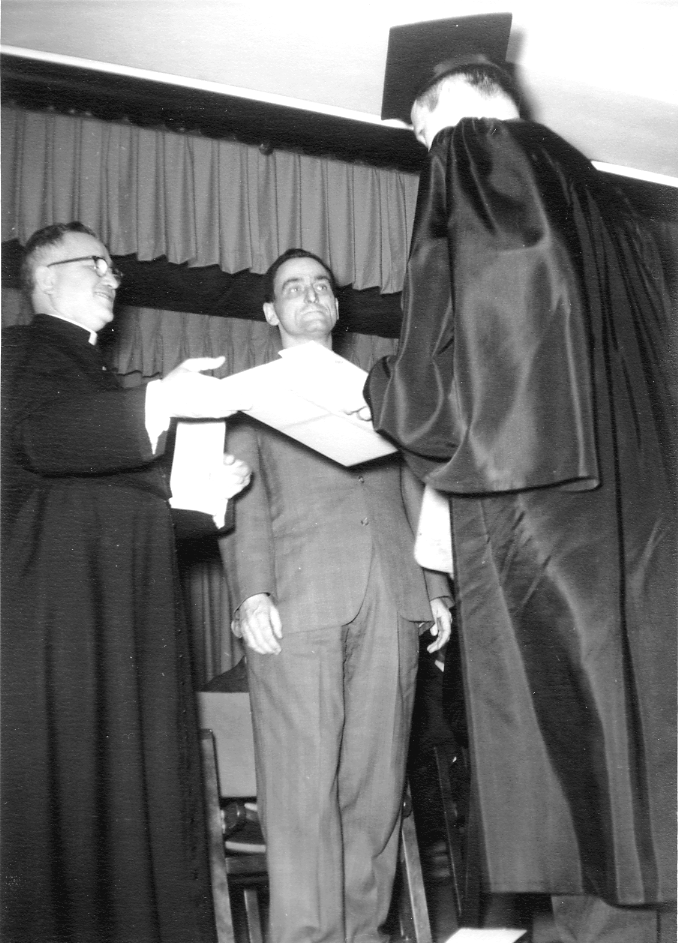
Collation des grades du 12 juin 1964. Collège Sainte-Croix, Montréal. De g. à d. : le R.P. Aimé Fagnant, c.s.c., supérieur du Collège, Claude Ryan, directeur du quotidien Le Devoir et un diplômé non identifié.

En 1964, les 63 finissants du 29e cours (1956 à 1964) obtiennent leur baccalauréat ès arts lors d'une cérémonie de collation des grades en présence des parents et amis, présidée par le directeur du quotidien montréalais Le Devoir, Claude Ryan, lui-même un ancien diplômé du Collège Sainte-Croix ; ces lauréats sont alors répartis dans deux classes de Philo II, baptisées respectivement « Descartes » et » Platon » ; les bacheliers de la classe de Philo II « Platon » représentent le dernier cours de l'histoire du Collège à avoir complété les huit années à la suite du curriculum classique « traditionnel », héritier d'une tradition qui remontait au XVIIe siècle ; le premier collège classique de cette tradition avait en effet été fondé en Nouvelle-France par les Jésuites dans la ville de Québec, en 1635.
En juin 1969, les diplômés du 34e cours (1961 à 1969) forment le dernier groupe à compléter le curriculum « moderne » du cours classique dispensé au Collège Sainte-Croix. À cause du climat agité et de la contestation étudiante qui ont marqué les années 1968 et 1969, il n'y eut aucune cérémonie de collation des grades pour cette promotion.
Le site Web du Musée de la civilisation, dans la section consacrée à l'œuvre du Séminaire de Québec, décrit le curriculum du cours classique de la tradition jésuite en ces termes :
- « La formation prodiguée dans le cours classique trouve son origine dans un cycle d’études instauré par les Jésuites et appelé ratio atque institutio studiorum. Cet ordre et ce plan d’études ont été en vigueur chez nous jusqu’à la réforme de l’éducation en 1960. Le principe de base de l’enseignement classique prend ses racines dans la pensée grecque et l’adaptation que l’empire romain en a faite et transmise au monde occidental. Un enseignement essentiellement littéraire fondé sur l’étude des auteurs, par une lente gradation dans les matières allant de la grammaire à la rhétorique, le tout complété par la philosophie et les sciences[25]. »

Et l'Album souvenir de l'inauguration de l'agrandissement de Sainte-Croix en 1962 cerne ainsi l'objectif premier de cette formation :
- « Si le cours classique ne prépare pas au gagne-pain immédiat, il garde le mérite de façonner des têtes bien faites, des hommes au sens fort du mot. N'est-ce pas encore ce qui compte le plus si on a l'ambition de ne pas faire n'importe quoi n'importe comment (…)[17]. »

## Ailleurs dans le monde
- Malgré cette disparition du cours classique de la tradition jésuite au Québec, fondé sur l'étude des langues et institutions gréco-latines, des professeurs de l'Université Laval plaident en faveur du retour de ces matières. «En France, le latin est encore enseigné dans tous les collèges, y compris dans ceux des banlieues des grandes villes», soulignent-ils, entre autres[26].
- Un professeur du secondaire signale que le Québec est, à l'égard des études classiques, à contre-courant des États-Unis et de plusieurs pays européens, dont la France et l'Angleterre[27].
- Le chroniqueur du Devoir Christian Rioux écrit ceci : « À lire les programmes actuels d’histoire ainsi que d’éthique et de culture religieuse, on a l’impression que les Amérindiens et l’animisme ont eu plus d’influence sur la culture québécoise que la grande tradition gréco-latine. Ce qui est risible. À feuilleter certains manuels, on croirait même qu’un nouveau clergé, guère plus éclairé que l’ancien, a mis les humanités à l’index au profit de la pensée cool et jetable [28]. »
- En Europe, « La culture classique a une place privilégiée dans l’enseignement secondaire en Europe, bien que son avenir soit incertain dans de nombreux pays. Notre héritage commun, en Europe, se fonde sur les mêmes racines linguistiques et culturelles, aussi est-il de la plus haute importance d’encourager l’étude du grec et du latin par une réflexion didactique[29]. »

## Les neuf pères supérieurs
Au cours de son histoire, le Collège Sainte-Croix a connu neuf supérieurs, tous pères de Sainte-Croix : Hervé Morin (1929-1935), le fondateur, l'âme de la maison de la rue Létourneux; Dismas Leblanc (1935-1936); Léopold Pauzé (1936-19390; Roméo Boileau (1939-1945); Eugène Ruel (1945-1949); Alfred Lavallée (1949-1955); Maurice Lafond (1955-1962); Aimé Fagnant (1962-1965); René Clément, à titre de supérieur (1965-1967) et, après la transformation de l'institution en cégep, à titre de directeur général (1967-1970).

## Illustres diplômés
- Claude Benjamin, haut fonctionnaire du Québec, maire de Saint-Bruno-de-Montarville
- Raymond Charette, annonceur et animateur de Radio-Canada
- Jean Doré, maire de Montréal
- Gilles Gougeon, écrivain et journaliste
- Richard Goulet, directeur de recherche au Centre national de la recherche scientifique
- Fernand Harvey, sociologue et historien
- Laurent Lachance, linguiste, pédagogue, auteur et créateur ; professeur au Collège Sainte-Croix et créateur de la série de télévision jeunesse Passe-Partout
- Yves Laferrière, compositeur et acteur
- Jean Rochon, ministre dans les gouvernements du Québec
- Claude Ryan, directeur du quotidien Le Devoir, chef du Parti libéral du Québec et ministre dans les gouvernements du Québec
- André Moreau, philosophe, créateur du Mouvement Jovialiste (système philosophique)
- Serge Laurin, historien et professeur
- Jean-Claude Corbeil, linguiste et professeur
- Léon Tétreault, médecin, professeur, pionnier de la recherche en pharmacologie clinique et de l’enseignement en biostatistique
- Jean-Claude Hébert, avocat criminaliste, professeur de droit et auteur
- Maurice Lagueux, universitaire, économiste, épistémologue et philosophe
- Robert Prévost, scénographe
- Serge Mongeau, médecin, écrivain, éditeur et père de la simplicité volontaire au Québec
- Robert Nadeau, épistémologue et professeur
- Maurice Blain, écrivain et notaire

## Armoiries du Collège Sainte-Croix

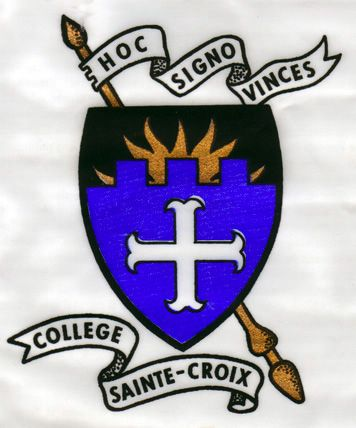
Armoiries du Collège Sainte-Croix

Les armoiries du Collège Sainte-Croix représentent une croix ancrée (aussi appelée croix grecque) devant des remparts derrière lesquels se lève le soleil. L'écusson est surmonté par un étendard déployé où figure la formule Hoc signo vinces (« par ce signe [de la croix] tu vaincras ») que le premier empereur chrétien Constantin avait inscrite sur son labarum. Le soleil qui se lève derrière les remparts rappelle l'implantation de l'institution des Pères de Sainte-Croix dans les quartiers de l'Est de l'île de Montréal,.